# Agaricomycetidae
Agaricomycetidae es una subclase de hongos teleomorfos, de la división de las Basidiomycota. El número en el  MycoBank para esta subclase es MB501298. 
El nombre Agaricomycetidae fue también usado por Locquin (1984), pero su publicación no tenía una diagnosis en latín, por consiguiente fue inválida para el Código ICBN.